# Grande Prêmio da Europa de 1993
O Grande Prêmio da Europa de 1993 (originalmente XXXVIII Sega European Grand Prix, por motivo de patrocínio) foi a terceira das 16 etapas do campeonato mundial de Fórmula 1 do ano de 1993. A corrida foi realizada no circuito de Donington Park, no dia 11 de abril, a única vez em que o circuito recebeu uma prova da categoria. A vitória foi conquistada pelo brasileiro Ayrton Senna, a bordo de uma McLaren-Ford. Os pilotos da Williams-Renault, Damon Hill e Alain Prost, terminaram em segundo e terceiro lugares, respectivamente.
Essa corrida ficou famosa no Brasil por conta de 2 feitos do Ayrton Senna: o primeiro é que ele realizou o que é considerado pela maioria dos especialistas em automobilismo como “a melhor primeira volta da história”. E o segundo é que ele cravou a volta mais rápida da prova passando por dentro do box (à época não tinha limite de velocidade passar pelos boxes). Uma outra curiosidade a respeito desse GP é que Rubens Barrichelo também fez uma grande primeira volta, passando 8 carros.
Por conta do patrocínio da Sega, que investiu pesado em marketing, o troféu entregue foi o do personagem Sonic the Hedgehog. Em 2018, a própria McLaren revelou que o troféu havia sido encontrado em um depósito escondido da equipe e publicou a imagem em sua conta no Twitter. Em junho de 2020, após apelos dos fãs, a McLaren o colocou em local de destaque na nobre galeria de troféus da escuderia em Woking, na Inglaterra.

## Relatório

### Corrida
A corrida foi marcada pelo desempenho do piloto Ayrton Senna, que realizou o que é considerado pela maioria dos especialistas em automobilismo como “a melhor primeira volta da história”. O piloto havia feito o quarto tempo no treino classificatório. Na largada, sob chuva, o piloto acabou caindo para a quinta colocação, mas com facilidade Ayrton logo se recuperou. Ainda na primeira volta o brasileiro ultrapassou o alemão Michael Schumacher da Benetton, a Sauber do austríaco Karl Wendlinger e as Williams do francês Alain Prost e do britânico Damon Hill, assumindo a primeira posição. Senna permaneceu na ponta, perdendo a liderança apenas nas duas vezes em que foi para os boxes.
A performance do piloto Rubens Barrichello, que fazia apenas a sua terceira corrida na categoria pela equipe Jordan, também chamou atenção. O piloto largou em 12º lugar e logo na primeira volta ultrapassou oito carros, conquistando a quarta colocação. Rubens chegou a ficar em segundo lugar na segunda metade da corrida, mas a poucas voltas do fim teve que abandonar por causa de um problema na bomba de combustível de seu carro.

Ayrton Senna também fez o melhor tempo da corrida, mas de uma forma inusitada. O piloto entrou nos boxes quando a equipe não estava pronta para fazer o pit stop. Ele então passou reto e acabou fazendo a melhor volta daquele grande prêmio. Este fato foi possível porque no circuito de Donington, a curva de entrada dos boxes é menor do que a curva que leva à reta principal. Como naquela época não havia limite de velocidade no pit lane, Senna, então, usou esse artifício para ganhar tempo na pista. O tempo foi de 1min18s029, 1s3 mais rápido que Damon Hill, segundo mais veloz naquela corrida.

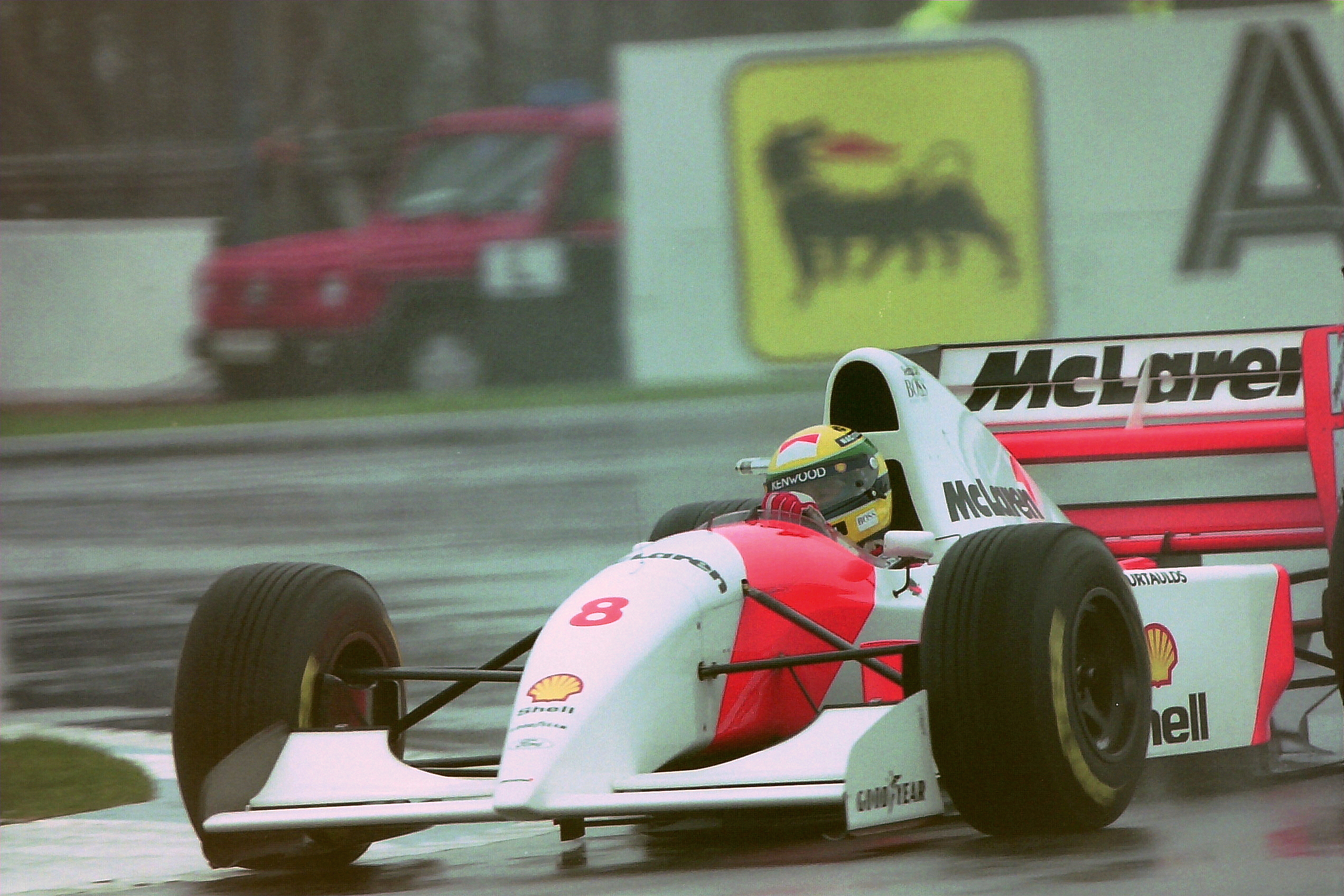
Senna no GP da Europa de 1993

Ayrton Senna ainda mostrou enorme superioridade sobre seus oponentes ao dar uma volta sobre o segundo colocado, Damon Hill. Logo depois, Senna diminuiu o ritmo e foi ultrapassado pelo retardatário, terminando a corrida logo atrás do oponente.

### Outras informações
Thierry Boutsen ocupa a vaga de Ivan Capelli para pilotar o carro #15 da Jordan.
J. J. Lehto largou dos boxes.
Primeiro ponto de Fabrizio Barbazza na Fórmula 1.
240º pódio de um piloto da McLaren.
Em sua terceira prova, Rubens Barrichello, que havia largado em 12º lugar, ultrapassou oito carros e conquistou a quarta colocação logo na primeira volta. O piloto chegou a ficar em segundo na segunda metade da corrida, mas a seis voltas do fim teve que abandonar devido a um problema na bomba de combustível.

## Resultados

### Treinos classificatórios
| 1º treino classificatório | 1º treino classificatório | 1º treino classificatório | 1º treino classificatório | 1º treino classificatório |
| Pos.                      | Nº                        | Piloto                    | Chassi/Motor              | Tempo                     |
| ------------------------- | ------------------------- | ------------------------- | ------------------------- | ------------------------- |
| 1                         | 8                         | Ayrton Senna              | McLaren-Ford              | 1:23.976                  |
| 2                         | 0                         | Damon Hill                | Williams-Renault          | 1:24.014                  |
| 3                         | 2                         | Alain Prost               | Williams-Renault          | 1:24.467                  |
| 4                         | 30                        | J. J. Lehto               | Sauber                    | 1:25.469                  |
| 5                         | 27                        | Jean Alesi                | Ferrari                   | 1:25.669                  |
| 6                         | 28                        | Gerhard Berger            | Ferrari                   | 1:25.971                  |
| 7                         | 5                         | Michael Schumacher        | Benetton-Ford             | 1:26.264                  |
| 8                         | 14                        | Rubens Barrichello        | Jordan-Hart               | 1:26.557                  |
| 9                         | 25                        | Martin Brundle            | Ligier-Renault            | 1:26.788                  |
| 10                        | 29                        | Karl Wendlinger           | Sauber                    | 1:26.805                  |
| 11                        | 7                         | Michael Andretti          | McLaren-Ford              | 1:26.859                  |
| 12                        | 12                        | Johnny Herbert            | Lotus-Ford                | 1:27.173                  |
| 13                        | 6                         | Riccardo Patrese          | Benetton-Ford             | 1:27.273                  |
| 14                        | 24                        | Fabrizio Barbazza         | Minardi-Ford              | 1:27.275                  |
| 15                        | 26                        | Mark Blundell             | Ligier-Renault            | 1:27.302                  |
| 16                        | 23                        | Christian Fittipaldi      | Minardi-Ford              | 1:28.065                  |
| 17                        | 9                         | Derek Warwick             | Footwork-Mugen/Honda      | 1:28.096                  |
| 18                        | 19                        | Philippe Alliot           | Larrousse-Lamborghini     | 1:28.648                  |
| 19                        | 15                        | Thierry Boutsen           | Jordan-Hart               | 1:28.701                  |
| 20                        | 11                        | Alessandro Zanardi        | Lotus-Ford                | 1:28.782                  |
| 21                        | 4                         | Andrea de Cesaris         | Tyrrell-Yamaha            | 1:29.177                  |
| 22                        | 20                        | Erik Comas                | Larrousse-Lamborghini     | 1:29.310                  |
| 23                        | 3                         | Ukyo Katayama             | Tyrrell-Yamaha            | 1:29.851                  |
| 24                        | 21                        | Michele Alboreto          | Scuderia Italia-Ferrari   | 1:30.049                  |
| 25                        | 10                        | Aguri Suzuki              | Footwork-Mugen/Honda      | 1:30.107                  |
| 26                        | 22                        | Luca Badoer               | Scuderia Italia-Ferrari   | 1:31.178                  |

| 2º treino classificatório | 2º treino classificatório | 2º treino classificatório | 2º treino classificatório | 2º treino classificatório |
| Pos.                      | Nº                        | Piloto                    | Chassi/Motor              | Tempo                     |
| ------------------------- | ------------------------- | ------------------------- | ------------------------- | ------------------------- |
| 1                         | 2                         | Alain Prost               | Williams-Renault          | 1:10.458                  |
| 2                         | 0                         | Damon Hill                | Williams-Renault          | 1:10.762                  |
| 3                         | 5                         | Michael Schumacher        | Benetton-Ford             | 1:12.008                  |
| 4                         | 8                         | Ayrton Senna              | McLaren-Ford              | 1:12.107                  |
| 5                         | 29                        | Karl Wendlinger           | Sauber                    | 1:12.738                  |
| 6                         | 7                         | Michael Andretti          | McLaren-Ford              | 1:12.739                  |
| 7                         | 30                        | J. J. Lehto               | Sauber                    | 1:12.763                  |
| 8                         | 28                        | Gerhard Berger            | Ferrari                   | 1:12.862                  |
| 9                         | 27                        | Jean Alesi                | Ferrari                   | 1:12.980                  |
| 10                        | 6                         | Riccardo Patrese          | Benetton-Ford             | 1:12.982                  |
| 11                        | 12                        | Johnny Herbert            | Lotus-Ford                | 1:13.328                  |
| 12                        | 14                        | Rubens Barrichello        | Jordan-Hart               | 1:13.514                  |
| 13                        | 11                        | Alessandro Zanardi        | Lotus-Ford                | 1:13.560                  |
| 14                        | 9                         | Derek Warwick             | Footwork-Mugen/Honda      | 1:13.664                  |
| 15                        | 19                        | Philippe Alliot           | Larrousse-Lamborghini     | 1:13.665                  |
| 16                        | 23                        | Christian Fittipaldi      | Minardi-Ford              | 1:13.666                  |
| 17                        | 20                        | Erik Comas                | Larrousse-Lamborghini     | 1:13.970                  |
| 18                        | 3                         | Ukyo Katayama             | Tyrrell-Yamaha            | 1:14.121                  |
| 19                        | 15                        | Thierry Boutsen           | Jordan-Hart               | 1:14.246                  |
| 20                        | 24                        | Fabrizio Barbazza         | Minardi-Ford              | 1:14.274                  |
| 21                        | 26                        | Mark Blundell             | Ligier-Renault            | 1:14.301                  |
| 22                        | 25                        | Martin Brundle            | Ligier-Renault            | 1:14.306                  |
| 23                        | 10                        | Aguri Suzuki              | Footwork-Mugen/Honda      | 1:14.927                  |
| 24                        | 21                        | Michele Alboreto          | Scuderia Italia-Ferrari   | 1:15.322                  |
| 25                        | 4                         | Andrea de Cesaris         | Tyrrell-Yamaha            | 1:15.417                  |
| 26                        | 22                        | Luca Badoer               | Scuderia Italia-Ferrari   | 1:15.641                  |

| Não classificado | Não classificado | Não classificado | Não classificado        | Não classificado |
| Pos.             | Nº               | Piloto           | Chassi/Motor            | Tempo            |
| ---------------- | ---------------- | ---------------- | ----------------------- | ---------------- |
| 26               | 22               | Luca Badoer      | Scuderia Italia-Ferrari | 1:15.641         |

## Grid de largada e classificação da prova
| Grid de largada | Grid de largada | Grid de largada      | Grid de largada         | Grid de largada |
| Pos.            | Nº              | Piloto               | Chassi/Motor            | Tempo           |
| --------------- | --------------- | -------------------- | ----------------------- | --------------- |
| 1               | 2               | Alain Prost          | Williams-Renault        | 1:10.458        |
| 2               | 0               | Damon Hill           | Williams-Renault        | 1:10.762        |
| 3               | 5               | Michael Schumacher   | Benetton-Ford           | 1:12.008        |
| 4               | 8               | Ayrton Senna         | McLaren-Ford            | 1:12.107        |
| 5               | 29              | Karl Wendlinger      | Sauber                  | 1:12.738        |
| 6               | 7               | Michael Andretti     | McLaren-Ford            | 1:12.739        |
| 7               | 30              | J. J. Lehto          | Sauber                  | 1:12.763        |
| 8               | 28              | Gerhard Berger       | Ferrari                 | 1:12.862        |
| 9               | 27              | Jean Alesi           | Ferrari                 | 1:12.980        |
| 10              | 6               | Riccardo Patrese     | Benetton-Ford           | 1:12.982        |
| 11              | 12              | Johnny Herbert       | Lotus-Ford              | 1:13.328        |
| 12              | 14              | Rubens Barrichello   | Jordan-Hart             | 1:13.514        |
| 13              | 11              | Alessandro Zanardi   | Lotus-Ford              | 1:13.560        |
| 14              | 9               | Derek Warwick        | Footwork-Mugen/Honda    | 1:13.664        |
| 15              | 19              | Philippe Alliot      | Larrousse-Lamborghini   | 1:13.665        |
| 16              | 23              | Christian Fittipaldi | Minardi-Ford            | 1:13.666        |
| 17              | 20              | Erik Comas           | Larrousse-Lamborghini   | 1:13.970        |
| 18              | 3               | Ukyo Katayama        | Tyrrell-Yamaha          | 1:14.121        |
| 19              | 15              | Thierry Boutsen      | Jordan-Hart             | 1:14.246        |
| 20              | 24              | Fabrizio Barbazza    | Minardi-Ford            | 1:14.274        |
| 21              | 26              | Mark Blundell        | Ligier-Renault          | 1:14.301        |
| 22              | 25              | Martin Brundle       | Ligier-Renault          | 1:14.306        |
| 23              | 10              | Aguri Suzuki         | Footwork-Mugen/Honda    | 1:14.927        |
| 24              | 21              | Michele Alboreto     | Scuderia Italia-Ferrari | 1:15.322        |
| 25              | 4               | Andrea de Cesaris    | Tyrrell-Yamaha          | 1:15.417        |

| Classificação da prova | Classificação da prova | Classificação da prova | Classificação da prova  | Classificação da prova | Classificação da prova | Classificação da prova | Classificação da prova |
| Pos.                   | Nº                     | Piloto                 | Construtor              | Voltas                 | Tempo/Diferença        | Grid                   | Pontos                 |
| ---------------------- | ---------------------- | ---------------------- | ----------------------- | ---------------------- | ---------------------- | ---------------------- | ---------------------- |
| 1                      | 8                      | Ayrton Senna           | McLaren-Ford            | 76                     | 1:50:46.570            | 4                      | 10                     |
| 2                      | 0                      | Damon Hill             | Williams-Renault        | 76                     | +1:23.799              | 2                      | 6                      |
| 3                      | 2                      | Alain Prost            | Williams-Renault        | 75                     | +1 volta               | 1                      | 4                      |
| 4                      | 12                     | Johnny Herbert         | Lotus-Ford              | 75                     | +1 volta               | 11                     | 3                      |
| 5                      | 6                      | Riccardo Patrese       | Benetton-Ford           | 74                     | +2 voltas              | 10                     | 2                      |
| 6                      | 24                     | Fabrizio Barbazza      | Minardi-Ford            | 74                     | +2 voltas              | 20                     | 1                      |
| 7                      | 23                     | Christian Fittipaldi   | Minardi-Ford            | 73                     | +3 voltas              | 16                     |                        |
| 8                      | 11                     | Alessandro Zanardi     | Lotus-Ford              | 72                     | +4 voltas              | 13                     |                        |
| 9                      | 20                     | Erik Comas             | Larrousse-Lamborghini   | 72                     | +4 voltas              | 17                     |                        |
| 10                     | 14                     | Rubens Barrichello     | Jordan-Hart             | 70                     | Injeção                | 12                     |                        |
| 11                     | 21                     | Michele Alboreto       | Scuderia Italia-Ferrari | 70                     | +6 voltas              | 24                     |                        |
| Ret                    | 9                      | Derek Warwick          | Footwork-Mugen/Honda    | 66                     | Câmbio                 | 14                     |                        |
| Ret                    | 15                     | Thierry Boutsen        | Jordan-Hart             | 61                     | Acelerador             | 19                     |                        |
| Ret                    | 4                      | Andrea de Cesaris      | Tyrrell-Yamaha          | 55                     | Câmbio                 | 25                     |                        |
| Ret                    | 27                     | Jean Alesi             | Ferrari                 | 36                     | Câmbio                 | 9                      |                        |
| Ret                    | 10                     | Aguri Suzuki           | Footwork-Mugen/Honda    | 29                     | Câmbio                 | 23                     |                        |
| Ret                    | 19                     | Philippe Alliot        | Larrousse-Lamborghini   | 27                     | Colisão                | 15                     |                        |
| Ret                    | 5                      | Michael Schumacher     | Benetton-Ford           | 22                     | Rodou                  | 3                      |                        |
| Ret                    | 26                     | Mark Blundell          | Ligier-Renault          | 20                     | Rodou                  | 21                     |                        |
| Ret                    | 28                     | Gerhard Berger         | Ferrari                 | 19                     | Suspensão              | 8                      |                        |
| Ret                    | 30                     | J. J. Lehto            | Sauber                  | 13                     | Manuseio               | 7                      |                        |
| Ret                    | 3                      | Ukyo Katayama          | Tyrrell-Yamaha          | 11                     | Embreagem              | 18                     |                        |
| Ret                    | 25                     | Martin Brundle         | Ligier-Renault          | 7                      | Rodou                  | 22                     |                        |
| Ret                    | 29                     | Karl Wendlinger        | Sauber                  | 0                      | Colisão                | 5                      |                        |
| Ret                    | 7                      | Michael Andretti       | McLaren-Ford            | 0                      | Colisão                | 6                      |                        |
| DNQ                    | 22                     | Luca Badoer            | Scuderia Italia-Ferrari | Não qualificado        | Não qualificado        | Não qualificado        | Não qualificado        |

## Tabela do campeonato após a corrida
| Pos.   | Piloto         | Pontos |
| ------ | -------------- | ------ |
| 1      | Ayrton Senna   | 26     |
| 2      | Alain Prost    | 14     |
| 3      | Damon Hill     | 12     |
| 4      | Mark Blundell  | 6      |
| 5      | Johnny Herbert | 6      |
| Fonte: |                |        |

| Pos.   | Construtor       | Pontos |
| ------ | ---------------- | ------ |
| 1      | McLaren-Ford     | 26     |
| 2      | Williams-Renault | 26     |
| 3      | Lotus-Ford       | 7      |
| 4      | Ligier-Renault   | 6      |
| 5      | Benetton-Ford    | 6      |
| Fonte: |                  |        |

- Nota: Somente as primeiras cinco posições estão listadas.